# Anders Nilsson
Bengt Per Anders Nilsson (* 19. března 1990, Luleå, Švédsko) je bývalý švédský hokejový brankář, naposledy hrající v týmu Ottawa Senators v NHL.

## Kariéra
Nilsson hrál až do roku 2011 za švédský klub Luleå HF s výjimkou jednoho zápasu, který v sezóně 2008–09 odchytal za tým Kalix Ungdoms HC v nižší švédské lize Division 1. Ve stejné sezóně debutoval v Elitserien. V roce 2010 odchytal jeden zápas na Mistrovství světa juniorů, na kterém s juniorskou reprezentací Švédska získali bronzové medaile a v roce 2011 působil jako náhradník ve švédské reprezentaci na Mistrovství světa na Slovensku, kde, ačkoliv neodchytal jediný zápas, získal stříbrnou medaili.
V roce 2009 byl vybrán v draftu NHL na 62. místě týmem New York Islanders, se kterým 27. května 2011 podepsal smlouvu a odešel hrát do jeho farmářského klubu Bridgeport Sound Tigers, hrajícího ligu AHL.

## Úspěchy

### Individuální úspěchy
- Nejnižší průměr obdržených branek v lize J20 SuperElit (Sever) – 2008–09
- Nejvyšší procentuální úspěšnost v lize J20 SuperElit (Sever) – 2008–09
- Nejnižší průměr obdržených branek v lize Elitserien – 2010–11

### Kolektivní úspěchy
- Bronzová medaile na MSJ – 2010
- Stříbrná medaile na MS – 2011

## Statistiky

### Statistiky v základní části
| 2008–09           | Luleå HF                | Elitserien        | 1   | 0.00 | 100  | –  | –  | 0   | 10   | 0 | 28   |
| 2009–10           | Luleå HF                | Elitserien        | 27  | 2.65 | 89,7 | –  | –  | 61  | 530  | 2 | 1383 |
| 2010–11           | Luleå HF                | Elitserien        | 31  | 1.92 | 91,8 | –  | –  | 60  | 674  | 6 | 1876 |
| 2011–12           | New York Islanders      | NHL               | 4   | 2.75 | 91,1 | 1  | 2  | 10  | 102  | 1 | 218  |
| 2011–12           | Bridgeport Sound Tigers | AHL               | 25  | 2.42 | 92,1 | 15 | 8  | 58  | 673  | 1 | 1441 |
| 2012–13           | Bridgeport Sound Tigers | AHL               | 21  | 2.98 | 89,9 | 8  | 11 | 60  | 536  | 1 | 1208 |
| 2013–14           | Bridgeport Sound Tigers | AHL               | 29  | 2.81 | 90,1 | 12 | 14 | 79  | 719  | 2 | 1684 |
| 2013–14           | New York Islanders      | NHL               | 19  | 3.11 | 89,6 | 8  | 7  | 57  | 491  | 0 | 1101 |
| 2014–15           | Ak Bars Kazaň           | KHL               | 38  | 1.71 | 93,6 | 20 | 9  | 64  | 933  | 5 | 2248 |
| 2015–16           | Edmonton Oilers         | NHL               | 26  | 3.14 | 90,1 | 10 | 12 | 74  | 671  | 0 | 1413 |
| 2015–16           | Bakersfield Condors     | AHL               | 2   | 2.01 | 93,5 | 2  | 0  | 4   | 58   | 0 | 120  |
| 2015–16           | St. Louis Blues         | NHL               | 3   | 2.76 | 90,9 | 0  | 1  | 4   | 40   | 0 | 87   |
| 2016–17           | Buffalo Sabres          | NHL               | 26  | 2,67 | 92,3 | 10 | 10 | 66  | 857  | 1 | 1484 |
| 2017–18           | Vancouver Canucks       | NHL               | 27  | 3,44 | 90,1 | 7  | 14 | 84  | 850  | 2 | 1464 |
| 2018–19           | Vancouver Canucks       | NHL               | 12  | 3,09 | 89,5 | 3  | 8  | 37  | 353  | 0 | 718  |
| 2018–19           | Ottawa Senators         | NHL               | 24  | 2,90 | 91,4 | 11 | 11 | 64  | 745  | 2 | 1322 |
| 2019–20           | Ottawa Senators         | NHL               |     |      |      |    |    |     |      |   |      |
| NHL celkem        | NHL celkem              | NHL celkem        | 161 | 3.09 | 90,0 | 59 | 74 | 454 | 4882 | 6 | 8901 |
| AHL celkem        | AHL celkem              | AHL celkem        | 77  | 2.71 | 90,8 | 37 | 33 | 201 | 1986 | 4 | 4453 |
| Elitserien celkem | Elitserien celkem       | Elitserien celkem | 59  | 2.21 | 90,9 | –  | –  | 121 | 1214 | 8 | 3287 |
| KHL celkem        | KHL celkem              | KHL celkem        | 38  | 1.71 | 93,6 | 20 | 9  | 64  | 933  | 5 | 2248 |

### Statistiky v play off
| 2010–11            | Luleå HF           | Elitserien         | 13 | 1.96 | 93,1 |    |   | 27 | 364 | 0 | 827  |
| 2014–15            | Ak Bars Kazaň      | KHL                | 20 | 1.54 | 93,5 | 13 | 7 | 31 | 444 | 6 | 1207 |
| KHL celkově        | KHL celkově        | KHL celkově        | 20 | 1.54 | 93,5 | 13 | 7 | 31 | 444 | 6 | 1207 |
| Elitserien celkově | Elitserien celkově | Elitserien celkově | 13 | 1.96 | 93,1 |    |   | 27 | 364 | 0 | 827  |